# Canto eroi e macchine della guerra mussoliniana
Canto eroi e macchine della guerra mussoliniana è un aeropoema di Filippo Tommaso Marinetti, pubblicato nel 1942 dall'Arnoldo Mondadori Editore. 
L'aeropoesia è un genere poetico inventato e promosso dallo stesso autore a partire dagli anni venti, che prevede l'abolizione della punteggiatura e, parzialmente, della sintassi, un uso parossistico dell'analogia e dei neologismi. Saltuariamente compaiono alcuni brevi brani di parole in libertà.
L'aeropoema è diviso in nove parti chiamate simultaneità e precedute da una prefazione autografa, chiamata collaudo.
Nel collaudo, Marinetti afferma la necessità di vincere, "dopo la Grande Guerra e la Guerra Veloce" (la guerra d'Abissinia), anche la "Guerra Multifronte" intrapresa da Mussolini. Il poeta, oltre a partecipare attivamente a questa guerra (di lì a poco partirà volontario per il fronte russo), dedica queste poesie, recitate in diverse occasioni pubbliche in numerose città italiane, ai caduti italiani in Africa ed Europa.
- Ma tu canti gli Eroi come Omero
Sono forse un Omero motorizzato poiché "le sue divinità facevano azzuffare i popoli perché i poeti avessero qualcosa da cantare".
Ora pregano Iddio artista degli artisti moltiplicatore di eroi mirabili al punto di fare della parola Italia la più bella parola di tutte le lingue e di vincere la mia aeropoesia registratrice di soldati gloriosi»
Le simultaneità sono quasi tutte dedicate ad altrettanti "eroi" caduti: Savaré (Abissinia), Borsini e Ciaravolo (cacciatorpediniere "Nullo"), l'aviatore Mario Visintini, Corinto Bellotti (Croce rossa aerea), Gabriele Pepe (artigliere in Africa), Annibale Pagliarin ("sottufficiale di contabilità" in Grecia) e ai "quattrocento carabinieri gondarini" caduti nella Battaglia di Culqualber per la difesa del fronte etiope-somalo nella Campagna dell'Africa Orientale Italiana.
Per certi versi Canto eroi... è un ritorno all'"ossessione lirica della materia" professata da Marinetti ai tempi di Zang Tumb Tumb: il poeta assume spesso il punto di vista paradossale e astratto degli oggetti (artificiali o naturali) e dei fenomeni atmosferici.
Questi ha scarsa conducibilità elettrica»
La principale differenza tra il libro scritto trent'anni prima e un'opera come Canto eroi... sta nel deliberato intento propagandistico di quest'ultima: malgrado i toni sempre parossistici e roboanti, di un patriottismo involontariamente autoparodico, Marinetti descrive la morte dei suoi eroi con partecipazione emotiva: ne risulta uno stile più umano, con autentici momenti di commozione... che tuttavia non gli varrà, comprensibilmente, molti estimatori nel dopoguerra. Il libro non è stato più ristampato dal 1942. 
Sì sì bisogna estrarre dal taschino della giubba di guerra l'ardita penna stilografica

Con acerbo conato scribacchiare meglio sarebbe scrivere a prodigio militare e con cura proprio sulla busta bianca nella carnalità della lettera della moglie

Viene fuori anch'esso per suo conto lo scritto tenero e sottoscrive

- Forza mio 190° vendicatemi vinceremo intrepidi figli d'Italia mio grande amore

La vissutissima solida mano si rattrappisce e il tenente colonnello Gabriele Pepe si scioglie in cadavere già pronto a lottare in durezza coi becchi adunchi mentre la penna stilografica ormai padrona delle sue misteriose parole in libertà goccia

Lacrime e sensazioni dolci che di colpo insurrezionano il formicaio mediante un libertario ciola di crepuscolo aeropoetico amico del vellutato ron ron ron ron tortora o aeroplano»
 (Simultaneità del ten. colonnello Gabriele Pepe gloria delle truppe coloniali artiglieri bersaglieri fanti e camicie nere, pagg. 116-117).

## Edizioni
- Filippo Tommaso Marinetti, Canto eroi e macchine della guerra mussoliniana, Mondadori, 1942,  p. 180.